# Haruki Kurosawa

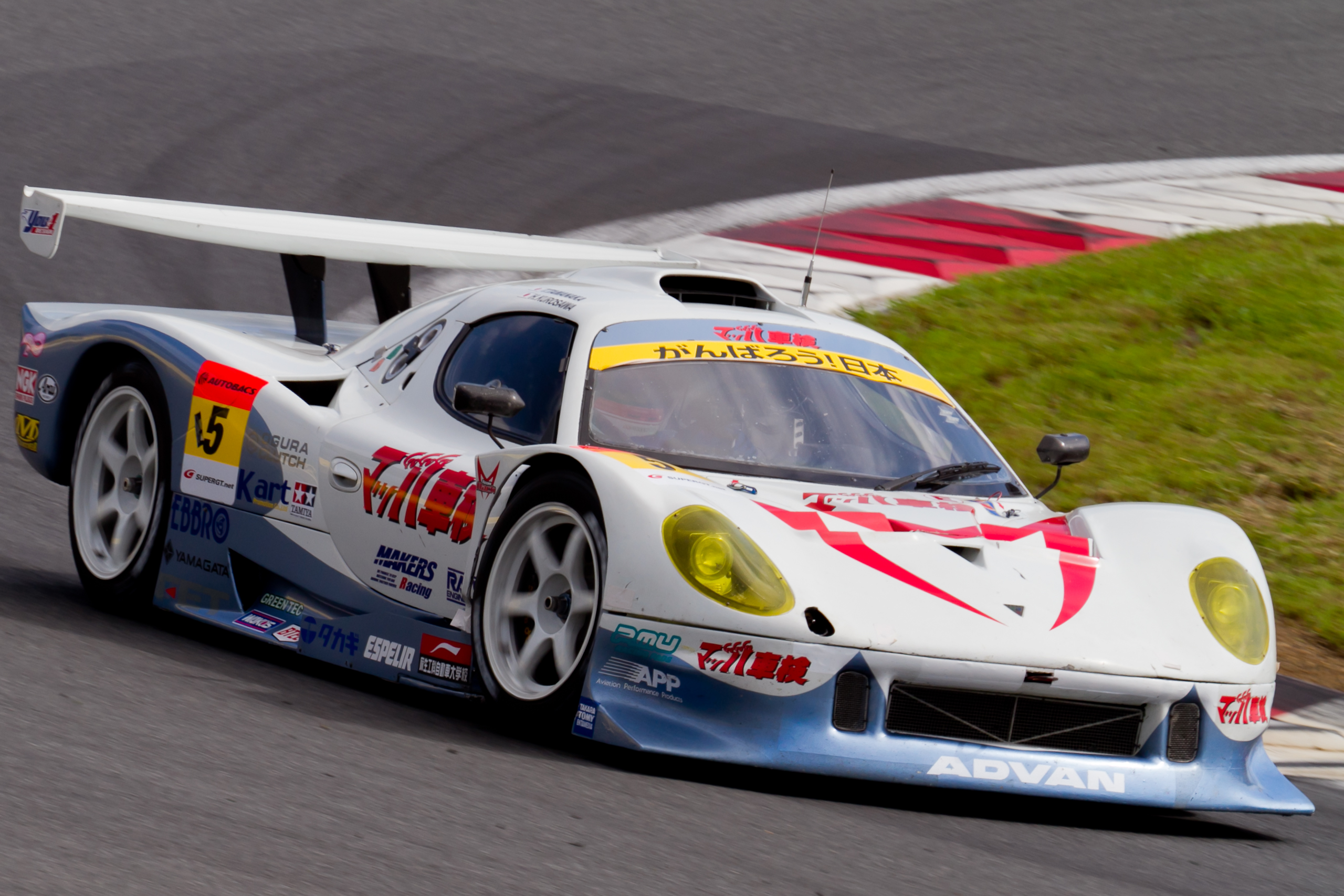
Huraki Kurosawa im Vemac RD320R, bei einem Rennen der Super GT in Fuji 2011

Haruki Kurosawa (jap. 黒澤 治樹, Kurosawa Haruki; * 26. September 1977 in der Präfektur Shizuoka) ist ein japanischer Autorennfahrer und der Bruder von Takuya Kurosawa.

## Karriere als Rennfahrer
Haruki Kurosawa begann seine internationale Karriere 1996 in der Japanischen Formel-3-Meisterschaft, wo er 1999 mit dem neunten Endrang seine beste Platzierung im Gesamtklassement erreichte (Meister Darren Manning vor Toshihiro Kaneishi und Tsugio Matsuda). Nach zwei Jahren im koreanischen Formel-3-Championat wechselte er 2002 in den Sportwagensport.
Ab 2002 wurde Kurosawa zum regelmäßigen Starter in der japanischen Super GT und in die Formel Nippon. Mehrere Jahre ging er in beiden Rennserien parallel an den Start. In der Super GT war er von 2002 bis 2016 vor allem in GT300-Klasse aktiv. 2005 wurde er Gesamtzweiter und 2007 Gesamtdritter. Außerhalb Japans fuhr er in der American Le Mans Series und FIA-Langstrecken-Weltmeisterschaft. Sechsmal beteiligte er sich am 24-Stunden-Rennen von Le Mans, mit der besten Platzierung 2004, als er 12. im Schlussklassement wurde.

## Statistik

### Le-Mans-Ergebnisse
| Jahr | Team                | Fahrzeug            | Teamkollege        | Teamkollege   | Platzierung     | Ausfallgrund    |
| ---- | ------------------- | ------------------- | ------------------ | ------------- | --------------- | --------------- |
| 2004 | ChoroQ Racing Team  | Porsche 911 GT3 RSR | Kazuyuki Nishizawa | Manabu Orido  | Rang 12         |                 |
| 2005 | Team Jota           | Zytek 04S           | Sam Hignett        | John Stack    | nicht klassiert |                 |
| 2006 | Courage Compétition | Courage LC70        | Jean-Marc Gounon   | Shinji Nakano | Ausfall         | Unfall          |
| 2007 | Barazi Epsilon      | Zytek 07S/2         | Adrián Fernández   | Robbie Kerr   | Rang 27         |                 |
| 2008 | Tokai University    | Courage-Oreca LC70  | Masami Kageyama    | Toshio Suzuki | Ausfall         | Getriebeschaden |
| 2012 | Jota                | Zytek Z11SN         | Sam Hancock        | Simon Dolan   | Ausfall         | Unfall          |